# 羅爾巴赫河
50°54′31.34″N 9°45′8.83″E / 50.9087056°N 9.7524528°E
羅爾巴赫河（德語：Rohrbach），是德國的河流，位於該國中部，由黑森州負責管轄，屬於福達河的左支流，河道全長18公里，流域面積73.9平方公里，河口處在路德維希紹。